# Estádio de Kasamatsu
Estádio de Kasamatsu é um estádio de futebol situado em Kasamatsu, Japão. Onde joga como local Mito HollyHock. O estádio, construído em 1998, tem uma capacidade de 22.002 pessoas.